# 何采柔
何采柔（英語：Joyce Ho ;1983年—），是一位台灣藝術家。

## 生平
1983年出生於台灣台北。2007年獲得加州大學爾灣分校學士，主修國際關係，2010年於愛荷華大學美術系碩士，主修繪畫。

## 榮譽
作品曾於上海當代藝術館、北京今日美術館、台北市立美術館、及橫濱三年展、亞洲雙年展以及釜山雙年展等展出。
個展 :
- 2019 「Still：何采柔個展」2019 澳亞藝術節，Artspace Gallery，阿德雷德，澳洲 「事故 NO ON：何采柔個展」，TKG+，台北，台灣
- 2017 「無何處」，伊通公園，台北，台灣
- 2016 「半透明的風景」，第一回霧島大廳計劃，霧島之森美術館 ，鹿兒島 ，日本

聯展 :
- 2020 
  - 「緊急中的沉思」，UCCA 尤倫斯當代藝術中心，北京，中國[6]
  - 「暗光」，昊美術館，上海，中國	 「給火星人類學家」，新北市藝文中心，台北，台灣
  - 「橫濱三年展：餘暉，捕捉光的碎片」，橫濱美術館，橫濱，日本
  - 「意識流淌」，亞洲大學現代美術館，台中，台灣

## 外部連結
- 何采柔的Facebook專頁